# Lycée Pasteur
El Liceu Pasteur (Lycée Pasteur) és una escola pública de segon cicle de segon grau ubicada a Neuilly-sur-Seine. Està equipat amb classes preparatòries a les grans escoles i constitueix, amb el col·legi establert dins dels seus murs, un complex escolar. Porta el nom del científic Louis Pasteur.
Construït a partir del 1912 i acabat l'estiu del 1914, l'edifici va ser requisat a l'inici de la Primera Guerra Mundial i va albergar un hospital creat per l'Hospital Americà de París, també ubicat a Neuilly, i que es mantindria durant tota la guerra.

## Exalumnes famosos
- Christian Clavier, actor, guionista
- François Hollande, polític francès, president de la República Francesa i copríncep d'Andorra entre 2012 i 2017
- Gérard Jugnot, actor, director, guionista i productor francès
- Pierre Tchernia, pioners de la televisió francesa
- Henri Troyat, escriptor, historiador i biògraf francès d'origen rus